# Kaito Sugimoto
Kaito Sugimoto (杉本海誉斗?, Sugimoto Kaito; Chiba, 17 marzo 2000) è un ginnasta giapponese, campione iridato nel concorso a squadre ad Anversa 2023 e vincitore del bronzo nelle parallele simmetriche.

## Biografia
Ai mondiali di Anversa 2023 ha ottenuto l'oro nel concorso a squadre, con i connazionali Kenta Chiba, Daiki Hashimoto, Kazuma Kaya e Kazuki Minami, e il bronzo nelle parallele simmetriche, terminando alle spalle del tedesco Lukas Dauser e del cinese Shi Cong.

## Palmarès
- Mondiali

Anversa 2023: oro nel concorso a squadre; bronzo nelle parallele simmetriche;